# Madeleine Hatz
Madeleine Bonde Hatz, född 19 mars 1952 i Lund, är en svensk målare och performancekonstnär. 
Madeleine Hatz är dotter till konstnären Felix Hatz och arkeologen Ingel Bonde-Hatz samt syster till arkitekten Elizabeth Hatz, moster till skådespelaren Lia Boysen och dotterdotter till hovjägmästare Carl Gotthard Bonde. Hon utbildade sig i målning, grafik och skulptur 1975–1980 vid Kungliga Konsthögskolan i Stockholm. Madeleine Hatz har varit verksam i New York under 30 år, och även arbetat i Kina under perioder på 2010-talet.
Utställning "Sånger från underjorden," 41 målningar och en film, ägde rum i Salarna på Konstakademien samt på Galleri Olsson Stockholm 2017.
Hon är representerad vid Moderna museet i Stockholm och Nationalmuseum i samma stad, Kalmar konstmuseum och Reading Public Museum i West Reading i Pennsylvania.
Hon tilldelades Einar Forsethpriset[förklaring behövs] 2012.